# Mistrzostwa Świata w biegu na 50 km 2019
Mistrzostwa Świata w biegu na 50 km 2019 – zawody lekkoatletyczne, które odbyły się 1 września 2019 w Braszowie (Rumunia).

## Medaliści
|                         | 1. miejsce                                                                                      | Rezultat | 2. miejsce                                                                             | Rezultat | 3. miejsce                                                                       | Rezultat |
| Mężczyźni indywidualnie | Iraitz Arrospide Garro                                                                          | 2:47:42  | Lungile Gongqa                                                                         | 2:48:26  | Daniel Osborn-Nash                                                               | 2:49:01  |
| Mężczyźni drużynowo     | Południowa Afryka 1. Lungile Gongqa · 2. Edward Omphemetse Mothibi · 3. Bongmusa Mthembu Cosmos | 8:28:38  | Niemcy 1. Marcel Bräutigam · 2. Andreas Straßner · 3. Benedikt Hoffmann                | 8:35:52  | Wielka Brytania 1. Daniel Osborn-Nash · 2. Paul Martelletti · 3. Alexander Milne | 8:41:00  |
| Kobiety indywidualnie   | Alyson Dixon                                                                                    | 3:07:20  | Helen Davies                                                                           | 3:09:16  | Alicia Pérez                                                                     | 3:15:09  |
| Kobiety drużynowo       | Wielka Brytania 1. Alyson Dixon · 2. Helen Davies · 3. Julie Briscoe                            | 9:39:33  | Stany Zjednoczone 1. Courtney Olsen · 2. Elizabeth Northern · 3. Caroline Veltri Baker | 10:03:18 | Austria 1. Sandra Urach · 2. Karin Freitag · 3. Carola Bendl-Tschiedel           | 10:19:58 |

## Reprezentacja Polski

### Mężczyźni
| Miejsce | Zawodnik          | Klub       | Rezultat |
| 27.     | Paweł Kosek       | Spla Tychy | 3:05:13  |
| 33.     | Jarosław Lubiński | KKL Kielce | 3:07:47  |

### Kobiety
| Miejsce | Zawodniczka               | Klub                      | Rezultat |
| 4.      | Dominika Stelmach         | RK Athletics Warszawa     | 3:17:27  |
| 28.     | Małgorzata Pazda-Pozorska | AML Słupsk                | 3:37:04  |
| 42.     | Paulina Janik             | TS Regle Szklarska Poręba | 3:51:06  |